# 大空魔竜ガイキング
『大空魔竜ガイキング』（だいくうまりゅうガイキング）は、1976年（昭和51年）4月1日から1977年（昭和52年）1月27日までフジテレビ系で毎週木曜日19時 - 19時30分に全44話が放送された、東映動画製作のロボットアニメ。

## 概要
東映動画のロボットアニメは1972年の『マジンガーZ』以来、長らく漫画家の永井豪と永井の「ダイナミックプロ（ダイナミック企画）」から原作提供を受けていたが、本作はこれまでのような原作の提供を受けていない、初の東映動画オリジナル企画によるロボットアニメとされている。
とはいえ純粋に東映のスタッフのみで製作された訳ではなく、基本設定に中谷国夫、メカニックデザインに小林檀、虫プロダクション系の制作会社マッドハウスからは、キャラクター原案に杉野昭夫、シリーズ構成に丸山正雄らを招いている。このことは東映動画に新風を送り込んだと評価され、マッドハウスは（手塚作品という縁もあって）後番組の『ジェッターマルス』にも引き続き製作協力として参加した。
特徴として、恐竜の骸骨をモチーフとした大空魔竜頭部の異形かつ、それを胴体とするヒーローロボットの奇抜なデザイン、戦闘に直接参加する巨大ロボット移動基地、個性豊かな隊員たちによる群像劇、日本に限らずグローバルに展開する戦いの舞台、ブラックホールやバミューダトライアングル、さらには古代遺跡の謎や神秘と宇宙人（ゼーラ星人）との繋がりといったSFやミステリーの要素、母星絶滅の危機のため戦いに駆り出されるゼーラ星人の悲劇を取り入れながら、コメディリリーフ的な話も織り込まれる等、それまでのロボットアニメには無かった新機軸が多数盛り込まれている。
作品は視聴対象である男の子にとどまらず、そのころから顕在化し始めていた女性アニメファンにも強くアピールし、神谷明、井上真樹夫、山田俊司といった当時の人気声優が多数出演したこともあって、アフレコスタジオには女性ファンがドッと押しかけたという。
主役ロボットの名称「ガイキング」は「ヴァイキング」を元ネタとしている。
なお、本作が登場するゲーム『スーパーロボット大戦』シリーズでは独自の設定や解釈、誤りなどがあるため、本作本来の設定と混同しないよう注意が必要。

## ストーリー
ブラックホールの影響で消滅の危機にあるゼーラ星。救世主としてゼーラ星の科学で生み出されたダリウスは、逆に人々を支配し「暗黒ホラー軍団」を結成、かつてゼーラ星人が数々の古代遺跡を遺していた地球への移住を企み、巨大怪獣兵器・暗黒怪獣を駆使して、地球侵略へと乗り出した。
一方、それを察知した大文字博士は侵略に対抗するべく巨大メカ「大空魔竜」を建造、大空魔竜戦隊を組織し、そのメンバーとして優秀な超能力者を集めていた。野球選手ツワブキ・サンシローもまたその一人としてマークされていたが、妨害工作に暗躍していた暗黒ホラー軍団に襲撃され、選手生命を絶たれてしまう。だが、御前崎の秘密基地に招かれ、地球の危機を知らされたことにより、人型戦闘ロボット「ガイキング」のパイロットとして、仲間達ととともに侵略者と戦っていくことを決意する。

## 登場人物

### 大空魔竜戦隊
ツワブキ・サンシロー
声 - 神谷明
18歳。本作の主人公。コンバット・フォースのチーフであり、ガイキングのパイロット。
プロ野球チーム「レッド・サン」の二軍投手で、魔球をひっさげて華々しく一軍デビューしたが、そのデビュー戦で暗黒ホラー軍団の攻撃を受け、一球も投げ切ること無く利き腕の左手を負傷しそのまま引退。その後、すべては暗黒ホラー軍団の仕業であることや、地球がその侵略の魔の手に曝されていることを知り、大文字博士の要請に応じてガイキングのパイロットとなる。
ガイキングの武器にはサンシローの超能力や野球選手（ピッチャー）としての素養が活かされているが、サンシロー自身がサウスポー（左のオーバースロー）であるのに対し、ガイキングは右でハイドロブレイザーを投げる描写が多い。
第35話にて一度だけ「レッド・サン」に復帰したが、試合には登板しなかった。なお、本人が語ったところよると、サンシローの魔球は（現役当時は自覚が無かったようだが）一部超能力によって支えられているという。その超能力の部分をコントロールで補うことで非能力者であっても投球が可能なため、同期でライバルだった大西投手にこれを伝授している。
性格は直情タイプで熱血漢。社交性も高く、女性に対しても積極的でラブロマンスも多い。第21話ではエリカから「飾り気がなく快活で素敵な男性」と評されている。フジヤマミドリと連れ立って出かける姿もたびたび見られるが、それ以上の関係に発展した様子は描かれなかった。
第2話で人体プラズマを放射してトラックを空中に吹き飛ばす超能力を発揮したり、第3話では投げた小石でトラックの正面エンジンルームを突き破ったりしてみせているが、彼や大空魔竜チームが優れた超能力者という設定は後にかなり縮小されてしまったこともあって、その後の戦いでこうした能力は登場していない。
普段はハチローが所属する少年野球チーム（“ガイキングチーム”）のコーチを務めている。

大文字博士
声 - 柴田秀勝
45歳。東西大学宇宙工学研究所々長。宇宙物理学の最高権威であり、大空魔竜戦隊の創設者にして総司令官である。早くからゼーラ星の暗黒ホラー軍団による地球侵略を予見し、密かに巨大ロボット基地・大空魔竜を建造して超能力者を集め、大空魔竜戦隊を組織した。普段は温厚で冷静な紳士だが、第32話ではポー船長から侮られて珍しく激昂する場面がある。
企画書の記述をもとに、「日本近海で新元素ゾルマニウムを発見し、超金属ゾルマニウム鋼を開発した」人物と説明されることがあるが、これは終戦を知らず孤島に身を隠していた旧日本兵・山中大尉がすでにゾルマニウムを知っていたこととの両立がやや難しい。

フジヤマ・ミドリ
声 - 小山まみ（現・小山茉美）
17歳。大空魔竜の通信担当。大空魔竜戦隊の男性陣に人気があるが、特に気のある男性はおらず、サンシローやヤマガタケ等、自身に気のある男性のあしらいに長けた一面も持つ。
10年前に大文字博士の自宅前で、記憶を失って泣いていたところを拾われ養女として育ったが、実はピジョン星人グリーンという意外な正体を持っている。ピジョン星人はテレパシー能力を持つ種族で、彼女もその力を持っている。普段は公私をわきまえてか大文字博士を「博士」と呼んでいるが、ピジョン星人の船に乗るための別れの際には「お父さん」と口にしている。養女であるにもかかわらず苗字が大文字博士と違う事情や、ピジョン星人の一件が起きるまで、大文字博士と義理の親子関係であることを大空魔竜のクルーたちにも明かさずにいた理由は不明。

ピート・リチャードソン
声 - 井上真樹夫（ナレーションも兼任）
18歳。大空魔竜のキャプテンでありメインパイロット。アメリカ海兵隊あがりの元トップガンで、大空魔竜の中でも気障でクールな性格故か、直情径行のサンシローとは衝突することも多い。時に冷徹と見えるほど規則や原理原則に厳格で融通が利かず、唯一の肉親である弟のトム（声- 野沢雅子）に対しても厳しく接するなど情に流されずに振る舞うが、それらは地球を守る使命感と過去の悲痛な経験（後述）が影響している。考古学に関して強い興味を持っているが時に盲目になることもあり、それが原因で催眠術にかけられて戦闘中の大空魔竜の動力を止めてしまったり、大空魔竜を乗っ取られるといった失態を犯したこともある。
父は大型貨物船の船長であったが、家族を乗船させた航海で泥酔してしまい、その夜、突然のハリケーンに巻き込まれ船は沈没、兄弟の目の前で母と共に死亡してしまった。それが父を反面教師として彼が完璧主義者を目指す所以である。

サコン・ゲン
声 - 山田俊司（キートン山田）
20歳。大文字博士の助手として、大空魔竜のシステム開発を担当する戦隊の参謀格。IQ340の超天才で、自分の頭脳を直結してコンピューター代わりにするという離れ業をやってのけたこともある。チーム一クレバーな男であるが、時に熱くなることもある。第8話ではサンシローに釣りを勧められても興味がない様子であったが、後にブンタと連れだって釣りに出かける様子が見られ、いつの間にか愛好するようになったらしい。「フェイスオープン」でのガイキングの追加武装は彼の発案による。
第12話ではサンシローに頼まれてフジヤマミドリの誕生日プレゼントのペンダントを作成したが、二人に内緒でマイクロ通信機を仕込んでいたその理由は不明。
サコンの父である考古学者サコン・リュウ博士は、18年前にサハラ砂漠の幻のピラミッドを探しに行って消息を絶ち、一週間後に一人だけ遺体で見つかっている…はずだが、第28話でのサコンの説明では、10年前に宇宙をさすらうスパイダース彗星の再来を予言し、当時10歳の息子に、その災厄に対処できるのはお前かもしれないと語ったという。なお、第28話では殺人アメーバ（スパイダース彗星の接近や、人工落下物内の存在）を超能力で感知したとみられる描写がある。

ヤマガタケ
声 - 加藤修（加藤治）
18歳。大空魔竜戦隊のコンバット・フォースの一員で剣竜バゾラーのパイロット。二年ほど前に相撲取りを志し、北日本の地方から上京して、大山部屋所属の力士となった過去がある。とはいえ当時は幕下以下のふんどし担ぎに過ぎなかったが、サンシローやミドリ達に「（将来は）横綱より上の“縦綱”を目指している」と語ったうえに、実際にウミボーズンとの勝負に際して“縦綱”を名乗っている。“カナヅチ”であるが、しばしば当人がそのことを忘れて海に飛び込んで溺れている。
基本的に単細胞な性格で、惚れているミドリに弱く、サンシローやピートに対抗心を燃やすことも多い。命令違反や職務怠慢・独断専行の常習者というトラブルメーカーではあるものの、しばしば大空魔竜やガイキングの危機を救う活躍も見せる。なお、ヤマガタケを大文字博士と引き合わせたのは、恩師である古賀博士あるいは大山親方であるとする説もあるが、そのような設定・描写は見当たらない。なお、意外にも（思惑合ってのことか）ピートからは過去に「大空魔竜に必要な人材だ」と引き留められたことがあるという。

ファン・リー
声 - 徳丸完
18歳。大空魔竜戦隊のコンバット・フォースの一員で飛竜スカイラーのパイロット。第10話によれば香港出身で、かつては元キックボクシングの世界チャンピオンであったが、増長して道場破りをした際に柔道の海野太三郎・十段に敗れ、それをきっかけに師事した過去がある。幼いころに両親を亡くし、師である海野十段に続いて、生き別れだった弟のサン・リーを再会してすぐに目の前で殺され、さらにキックボクシングの弟分であったチャンメイを暗黒ホラー軍団の手により失うなど、不幸が多い。性格は穏やかで思慮深く、サンシローの抑え役に回ることも度々ある。

ハヤミ・ブンタ
声 - 緒方賢一
18歳。大空魔竜戦隊のコンバット・フォースの一員で魚竜ネッサーのパイロット。穏和で陽気なムードメーカー。素潜りが得意で水深100メートルまで潜れる。誰に対しても礼儀正しく常に敬語で話し、大柄な体格に似合わず繊細である。本人いわく「八丈島には何回も潜ったことがある」「昔、女・子供を守って巨大な人食い鮫と戦った」とのことだが、過去の経歴についてはほとんど明らかになっていない。

ハチロー
声 - つかせのりこ
8歳。大空魔竜基地のある御前崎灯台の灯台守の息子。一応、食料班に所属しマスコット的な子供としての立ち位置にある。彼の活躍で暗黒ホラー軍団を撃滅したこともある。

### 暗黒ホラー軍団（ゼーラ星人）
ダリウス大帝が組織したゼーラ星の地球侵略軍。ゼーラ星の優れた科学力を結集して生み出される暗黒怪獣を主力運用兵器とし、ダリウス以下四天王を初めとするロボット幹部、優れた人間を強化改造したデスクロス騎士団、生体改造兵士である暗黒騎士、暗黒鳥人を構成員とし、さらに移民船団はゼーラ軍人が管轄している。高度な科学力と兵器を持つものの、圧倒的に総兵力が不足しているためにゼーラ星が崩壊するまで総攻撃をかけることはなかった。第44話で全軍で地球侵略に当たるが、大空魔竜やガイキングが居ない状況にも関わらず、日本の国防軍やスカイラー・ネッサー・バゾラーにすら手こずる有様だった。
ダリウス自身はゼーラ星の太陽に当たるシグマ星がブラックホール化した数千年前から存在していたが、ゼーラ星人803号の発言によれば、暗黒騎士団（後にデスクロス騎士団に再編）、暗黒鳥人部隊を始めとする暗黒ホラー軍団の結成はごく最近であるらしい。
ダリウス大帝
声 - 緒方賢一
ブラックホールによって滅亡の危機に瀕したゼーラ星人が、生存の道を探るべく創り出した機械神（巨大コンピュータ）。しかし、逆に創造主たるゼーラ星人を支配し、地球への移住をめざして侵略を開始する。ダリウスの真の目的は地球侵略に留まらず、全宇宙征服だと第1話や第3話の冒頭で明言している。このことから、文明発生以前の地球やエメラルド星等、宇宙征服のための補充兵力にならないと判断した星は移住対象と見なさず、人的、物的被害を拡大した。
目・鼻の上に口がある異様な顔つきが特徴で四天王より遥かに大きく、50メートルの巨躯を誇る（ただし映像上では四天王の数倍以上の大きさで描かれていることも多い）。第20話で数千年前から存在していたことが明らかになっているが、なぜ地球侵略を現代まで具体的に実行に移さなかったかは明らかにされていない。ゼーラ星人を絶滅の危機から救おうとはしているものの、愛情や信頼という人間固有の心が理解できないため、地球人との友好による移民論者をことごとく粛清してしまい、第43話で市民達から侵略に固執して移民交渉をしていなかったことを詰問され、ついには市民を見捨てて部下達だけでゼーラ星を脱出してしまう。
第43話の最終決戦で初めて大空魔竜チームの前に姿を現して宣戦布告し、第44話で単身ガイキングや大空魔竜と剣で戦った末、傀儡のようなロボットの正体を明かす。目から発射される破壊光線は一撃でガイキングの左腕を吹き飛ばし、大空魔竜の突進をも押さえ込む程の怪力を持つが、弱点である頭部の電子頭脳をハイドロブレイザーで破壊され爆散した。
第35話は例外的にダリウス以下、四天王、デスクロス騎士、暗黒鳥人も登場しない回になっている（暗黒怪獣とグロテクターのみ登場）。

#### デスクロス[要出典]四天王
ダリウスが作った直属のロボット幹部で、ガイキングの半分ほどの20メートルという巨大な身長を持つ。普段は自ら戦うことはせず、各自の専用グロテクターから作戦指揮を行う。グロテクター四機が突き合わせた前部座席に着座して合議を行い、評決は多数決に従うルールがある。ダリウス同様、喜怒哀楽等の感情はあるものの、恋愛感情や肉親を失った悲しみ等は理解できない。同時にダリウスへの反抗心や他の四天王への反感という感情も持ち合わせていないため、最後まで仲違いすることもなかった。共通して作戦の詰めが甘く、人心への配慮を欠くため、幾度も配下の命令無視を引き起こし、大空魔竜やガイキングを仕留める機会を失っている。
第24話で祝杯を揚げるシーンがあることから、ロボットでありながら味覚が存在するらしい。
最終回で暗黒怪獣や軍団が全滅し、決戦のため大空魔竜の前に（アシモフを除いて）初めて姿を現した。決戦では大空魔竜に対して一斉に白刃突撃を敢行し、各自が目から出すビーム（電磁波）の十字砲火によって大空魔竜を操縦不能に陥れるが、ガイキングの不意打ちで一角を崩され、そのまま各個撃破されて全滅する。
デスモント将軍（東の王）
声 - 柴田秀勝
大きな耳が特徴で黒い頭巾を被っている。四天王中最も冷静で激昂したことがないため、まとめ役となることが多い。ダンケルと同じく、陣頭指揮はほとんどしない。第44話で大空魔竜に踏み潰されて破壊される。

アシモフ将軍（西の王）
声 - 加藤修
常に昆虫の様な緑色のマスクを被っており、彼だけが角が無く鞭を持っている等、異色の存在。第14話で大空魔竜乗組員を捕虜にした時、四天王として初めて顔を合わせたのが、アシモフであった。キラーに次いで陣頭指揮回数が多い。第44話でガイキングのザウルガイザーによって真っ先に破壊された際、マスクの下がスキンヘッドであることが明かされる。
ダンケル博士（南の王）
声 - 徳丸完
端正な顔立ちの四天王唯一の科学者。肩書きは博士だが服装は他の四天王同様の鎧装束。暗黒怪獣の設計製作や兵器開発を担当。普段は冷静だが、自らの主張が否定された結果として作戦が失敗した場合には激昂するような一面がある。また、一目置かれているのか、それとも作戦失敗に直面してとった慇懃無礼の態度としてか、キラーから敬語を使われているシーンがある。四天王最後の一人としてガイキングに剣で立ち向かったが、ダブルクロス（カウンタークロスの二刀投げ）で頭部を破壊されて爆発した。
キラー将軍（北の王）
声 - 井上真樹夫（1-5話） / 山田俊司（6-最終話）
やや肥満気味の体型に猪武者のような形相をしており、最も表情が豊か。粗暴で好戦的だが策略を用いたり、慎重論を唱える場面もある。先手必勝を好み、陣頭指揮を取る回数は最も多い。他の将軍の意見を押しのけてまで、作戦に失敗した部下を粛清するような、強硬で非道な面も持ち合わせる。第44話で全兵力を失うと今までの威勢は消え失せ、逃げ惑う中、ガイキングのハイドロブレイザーで破壊された。

#### 構成員
デスクロス騎士
四天王の命により作戦を実行するコマンダー。大半はゼーラ星人が洗脳・改造されているが、他の星の住民を使うこともある。
暗黒騎士
下士官に相当する。爬虫類のような目と分厚い唇が特徴で、兜を装着している。暗黒鳥人の上位バージョンで、暗黒鳥人を率いてゼーラ星人の徴兵を行ったり、暗黒怪獣に搭乗して戦うこともある。デスクロス騎士が登場するようになってからは、登場しなくなる。
暗黒鳥人
いわゆる戦闘員・兵士クラス。地球に潜入して工作活動を行う他、グロテクターの運用や艦載機であるレッドバロム（宇宙カプセル）の操縦も行う。ゼーラ星人を洗脳、生体改造して生み出されており（第26話で折られた腕の断面から機械が覗くことから、サイボーグであると思われる）、翼による飛行能力や地球人に擬態する変身能力等を与えられている。

#### その他のゼーラ星人
地球人より遥かに早く科学を発達させていたゼーラ星人は、すでに数千年前から他の星への移住を試み、太古の地球にも到達していた。世界各地の古代遺跡・オーパーツはその名残であり、地球の地下には彼らの置き土産というべき暗黒怪獣が多数眠っている。
最終回近くでゼーラ星居住の市民とダリウス大帝一派が対立する一幕も見られた。市民はゼーラ星崩壊直前まで平和的な移民交渉が全く行われていないことを知らされておらず、生き残っていたわずかな市民たちはダリウスによる地球侵略行為を強く咎めた。市民の多くは良心的な平和主義者である。ゼーラ星崩壊時にはゼーラ星全土で僅か1都市しか居住地区が残されていなかったようで（残された市民もごく僅からしく）、ほとんど絶滅寸前であったことが明らかになる。
種族的特長として、個人差があるものの大きく尖った耳、額、鼻筋、目の脇の皮膚の色が濃い等が挙げられる。浅黄色の皮膚を持つ者や、顔の皮膚の色に階調差がない者もいる。寿命や成長速度、精神面では地球人と大差ないが、子供でも宇宙船の操縦が出来る程、知能は非常に高い。
803号
声 - 野田圭一
第3話に登場。妻のローザをブラックホールに吸い込まれてしまい、男手一つで幼い娘ラーサを育てていた。暗黒騎士の徴兵を断ったために無理矢理連行される際、取りすがったラーサを目の前で殺され、ダリウスに復讐を誓う。暗黒鳥人に改造されるが復讐心で洗脳に打ち勝ち、サンシロー達を暗殺計画から救い出す。サンシローに協力を申し出るが、裏切者として再び連行されダリウスに暗黒騎士に再改造、再洗脳されてしまう。暗黒怪獣ガンタロールに乗り込みガイキングを窮地に追い詰めるが、戦闘中に負傷した際、妻と娘のペンダントを見て正気を取り戻す。グロテクターによる攻撃からガイキングを守るために盾となり爆死する。

ラーサ
声 - 小山茉美
第3話に登場。803号の娘。父を暗黒騎士に連れ去られる際、必死に暗黒騎士に追いすがって抵抗したため、無情にも射殺されてしまう。

ローザ
声 - つかせのりこ
第3話に登場。803号の妻、ラーサの母。夫と娘の目の前でブラックホールに吸い込まれてしまい命を落とす。

ゲルバー
声 - 山田俊司
第5話に登場。アシモフが推薦した勇猛なデスクロス騎士で、暗黒怪獣の操縦も群を抜いていた。知略にも優れ、奇策を用いて大空魔竜内部に暗黒鳥人を潜入させて破壊工作を行わせたうえに、暗黒怪獣バラゴスで止めを刺そうとするが、ヤマガタケの思わぬ活躍によりガイキングに反撃の機会を許してしまい、ハイドロブレイザーのゼロ距離からの連射を受け、バラゴスもろとも海中に没して爆死する。

リーザ
声 - 杉山佳寿子
第8話に登場。デスクロス騎士団スパイ1号。暗黒鳥人に追われていると見せかけて大空魔竜内部に潜入し、撹乱波長でシステムを混乱させ発狂状態にするのが任務。兄のデスクロス騎士ゼーラ2号を殺された復讐のために自ら志願した。正体を見られたミドリを人質にして中央機関室を破壊しようとするが失敗し、ダンケルから胸に埋め込まれた時限爆弾で大空魔竜もろともに自爆するよう指示される。正体を明かしてなお自分を信じて必死で爆弾を解除しようとするサコンの姿に心を打たれ、非常ハッチを開けて一人大空に身を投げ出して自爆して果てる。

ドンゲル
声 - 山田俊司
第9話に登場。ナスカの地下にある宇宙人の遺産を元に暗黒怪獣を製造していた秘密を守るため、古賀博士ら調査団を殺害し、蒸発処理しようとしていた。恩師を殺されたヤマガタケの活躍により秘密基地は破壊され、暗黒怪獣ジャガーに乗り込んで戦うがガイキングによって倒される。

スタイガー
声 - 戸谷公次
第10話に登場したデスクロス騎士。ファン・リーに復讐心を燃やすリュウゲンに近付き、ファン・リーの生き別れの弟サン・リー（声- 井上和彦）を人質に取ったうえで、リュウゲンにファン・リーを殺害させようとしたが、サンシローの働きもあって計略は失敗。なおもリュウゲンを倒したファン・リーを撃とうとして手元が狂い、サン・リーを撃ち殺してしまう。さらにその場から逃れて暗黒怪獣ドーン・ライフーンに乗って逆襲を計るも、怒りに燃えるファン・リーのスカイラーによって倒される。

マドマッド
声 - 八奈見乗児
第11話に登場。ゼーラ星に住む一介の発明狂。マジックファイヤーボールという遠隔破壊兵器を開発してダリウスに莫大な特許料目当てで売り込む。大金だけが目的で地位に興味はなかったが、キラーに無理矢理デスクロス騎士に改造されてしまう。大空魔竜の動力室の位置を突きとめるべく地球人に化け、間遠（まどい）博士と名乗ってハチローに近づき、言葉巧みにその位置を聞き出して破壊に成功するが、大空魔竜2号と呼ぶ暗黒怪獣ごと呆気なくガイキングに倒される。ひょうきんな性格で四天王相手に軽口を叩いたり、片手間でハチロー専用メカを作ってやったりしていた。最後まで「銭儲け」を口にし、「はぁー、ダメだった！」の言葉を最後に爆死する。

ガイラー
声 - 緒方賢一
第12話に登場。アシモフ直属のデスクロス騎士で瞳が二つずつある。捕えたミドリを洗脳し、暗黒怪獣ギガントのパイロットとしてガイキングと戦わせる。しかしサコンがペンダントに仕込んでいた通信機によってミドリの洗脳が解けるや、アシモフの指示でギガントを自爆させてガイキングもろともに葬ろうとしたものの失敗する。その後は登場しないことから、アシモフとともに帰還したと思われる。

ユンカー
声 - 緒方賢一
第15話に登場。暗黒怪獣ガンタロスを手足のように使いこなす、100年に一人の逸材と言われるほどのデスクロス騎士。自信家でプライドが高く、四天王からの助力の申し出も断った上で戦いに臨む。しかし自らの力を過信した驕りから、ガイキングを一度倒しておきながらとどめを刺さず、無用な再戦の機会を与えてしまい、猛特訓の末に勝利のヒントを得たサンシローの戦法に敗れ去った。

ギル
声 - 徳丸完
第17話に登場。暗黒怪獣アンギョラーを指揮するデスクロス騎士。マリアナ諸島付近の海底に潜み、米ソの艦隊それぞれを密かに攻撃して両国に相互不信を抱かせ、第3次世界大戦を引き起こそうとした。
計略が発覚して戦闘になると、渦巻防御体勢をとっていた大空魔竜をアンギョラーで丸呑みし、そのままゼーラ星へと運び出してブラックホールに放り込もうと考えたが、脱出しようとした大空魔竜がボリューションプロテクトをフルパワーで解除したことで、内部から突き破られて爆死した。

サン博士
声 - 伊武雅之
第18話に登場。第1次移民団20世帯50人の一員として、家族とともに移民用宇宙船ノア号で地球に来訪し、「ノア開拓村」と名付けられたアルプスの山村に入植する。職業は医者で地球人との話し合いによる移住と平和的共存を望んでいたが、ノア号のベム船長に悉く要求や提言をはねつけられ、最後は銃で撃たれ致命傷を負わされてしまう。しかし瀕死の状態になりながらも、村の本来の住人達とサンシローらが閉じ込められている牢獄を開錠し、仲間や家族の死も知らぬまま、ゼーラ星人の仲間を頼むと言い残して息絶えた。

ヘレン、ジョージ、カレン
声 - 小山茉美
18話に登場するサン博士の家族。ヘレンが妻、ジョージが長男、カレンが長女。3人ともサン博士と同じく地球人との平和的共存を望み、移住先の「ノア開拓村」に調査に訪れたサンシローやミドリ達とも（正体を明かせぬまま）交流を持つ。しかし村は大空魔竜と暗黒怪獣マンモスノアとの戦場になり、宇宙船ノア号で脱出を図っていたところ（ガイキングの攻撃の影響で錯乱した）マンモスノアの放った熱線の直撃を受け船は爆発、移民達や全乗組員とともに死亡した。

ベム
声 - 矢田耕司
第18話に登場。地球移民用宇宙船ノア号の船長。軍部の人間であるがデスクロス騎士ではない模様。サン博士の和平論に全く耳を貸さず、捕虜となってしまったサンシロー達の解放を要求したうえに、暗黒怪獣マンモスノアの戦闘行為を止めるよう詰め寄った彼に銃で致命傷を負わせる。大空魔竜とマンモスノアの戦闘中、ゼーラ星人の移民たちをノア号に乗せて移住先の村から脱出しようとしたが、狂ったマンモスノアの砲撃に遭って船は爆散、乗船していたゼーラ星人全員とともに死亡した。

プロメス
声 - 増岡弘
第20話に登場。数千年前、地球調査にやって来たゼーラ星人の末裔であるが、暗黒ホラー軍団の一員ではない（本人がそのように否定している）。かつて太古の地球人の文明に奇跡をもたらしたことから、彼らの祖先はダリウス大帝により反逆者として扱われ、醜い姿に生体改造された上で地球に遺棄された。イラン北部の古代遺跡の地下で地底人として生き永らえて来たが、キラーにゼーラ星帰還を条件に協力を依頼され、捕まえたヤマガタケやサンシローを餌に大空魔竜を地下洞窟へおびき寄せ、生き埋めにしようとした。だがキラーの裏切りで大空魔竜ごと生き埋めにされそうになり、落石で致命傷を負う。瀕死の状態でヤマガタケを解放し、重力コントローラーを託して息絶える。

エリカ
声 - 小原乃梨子
第21話に登場。恋人のスタール（声- 神谷明）を大空魔竜との戦いで失い、ダリウスに直接志願して暗黒怪獣デビルジャガーのパイロットとなってガイキングに戦いを挑む。ほぼ相打ち状態ながらガイキングを倒し、意識を失ったサンシローにとどめを刺そうとするが、サンシローが死んだ恋人スタールに瓜二つだったため、洗脳されて地球側に利用されていると思い込んで一旦退却する。その後、地球人エリカとしてサンシローに近づき、スタールではなかったことを知って落胆するが、内面まで恋人に似ていたサンシローを殺すことは出来なかった。正体を明かさぬまま別れた後、戦いに徹する決意をして自らすすんでデスクロス騎士としての洗脳を受け、ガイキングとの再戦ではあと一歩の所まで追い詰めるものの、割って入った大空魔竜の新兵器ビッグホーンに敗れ去る。その死の直前に正気を取り戻し、恋人の名を一言呟き息絶えた。サンシローは戦闘中に敵パイロットの胸元に、エリカと同じペンダントがあることに気がつくが、正体を確信するまでには至らず、戦闘を終えても釈然としない想いを抱いた。

ヘスラー
声 - 戸谷公次
第27話に登場。デスクロス騎士で、南太平洋のズナック島で超金属ゾルマニウム鋼の鉱脈を発見した山中大尉の娘さゆりに、島の青年タキーネとして近付き、鉱脈のありかを突き止めるために8年間も見張り続けていた。暗黒怪獣ヤドカリーに乗り込んで大空魔竜に襲い掛かるが、ハイドロブレイザーで破壊されて脱出用戦闘機で逃走中、スカイラーにより撃墜される。

ウミボーズン
声 - 兼本新吾
第29話に登場。ゼーラ星一の怪力を誇るデスクロス騎士。ヤマガタケの古巣である大山部屋を襲い、親方と大関に重傷を負わせる。さらに国技館にも殴り込みをかけ、横綱の北の湖、輪島、大関の貴ノ花まで倒してしまうが、化粧回しを付けて”縦綱”を名乗るヤマガタケと土俵で勝負することになる。当初はその怪力でヤマガタケを翻弄するも、彼の放った屁が原因で形勢が逆転し負けてしまう。その数日後、暗黒怪獣ニオコーンに乗って町を火の海にして暴れ回り、スカイラーとネッサーを苦も無く倒すが、バゾラーの奮戦で身動きが取れなくなった所を、ガイキングと大空魔竜の両面攻撃を受けて敗れ去る。

邪馬台国大臣
声 - 田中崇
第33話に登場。東京の地下に広大な邪馬台地区の都市（実はゼーラ星人の侵略基地）を建設していた。邪馬台軍団のリーダーであるが、日本古代史の邪馬台国とどういう関係があるのか、あるいはその末裔なのかどうかといったハッキリした描写や説明は無い。女王キミコの血を引く者に反応する首飾りが七色に光り輝いたフジヤマミドリを、人を操る鏡の力で催眠状態にして新たな女王キミコに祀り上げる。詳細は不明だが、暗黒魔人ヒミラーの幻影を完全に実体化させて真の力を発揮させるには、そのエネルギー源である首飾りを作動させられるキミコの存在が必要だったらしい。ヒミラーは大空魔竜を圧倒するほどの強さを見せるが、その過剰な戦いぶりは地下都市にまで天井が崩れるなどの影響を及ぼし、捕えていたサンシローとミドリに脱出の機会を与えてしまう。さらに地上で暴れるヒミラーに首飾りが投げつけられてエネルギーが逆流したのか、本体であるヒミラーマシンが爆発したことで、地下都市ごと消し飛び死亡する。

ミルン
声 - 清水マリ
第38話に登場。ゼーラ星人の少年で、ゼーラ星動物保護官（声- 田中崇）の息子。ハチローと同じくらいかそれ以下のような幼い容姿をしているが、見かけによらず利発で礼儀正しい。5年前、ある惑星の動物保護地域で、宇宙生物モールを探していた暗黒ホラー軍団の無法な攻撃で父を殺されて以来、現地で出会って仲良くなった現住生物の「モール」と共に、暗黒ホラー軍団の探索隊の目を逃れて地球に辿り着いた。しかし地球不時着の際に負傷してしまい、エベレスト山中に潜伏し「モール」に世話をされていた。「モール」と同じ宇宙生物が暗黒怪獣に改造されて襲撃してきたため、「モール」に説得させて命を救おうとするが果たせなかった。戦いの後は修理をしてもらった宇宙船で、「モール」と共に新天地へと旅立って行った。

モール
第38話に登場。怪力や催眠能力、人の心を読み取るテレパシー能力を持つ、雪男に似たモールという種の宇宙生物。成長すると大空魔竜並の巨体に成長するため、暗黒怪獣の素材として暗黒ホラー軍団に目を付けられ捜索されていた。心を許したミルンには非常に優しく、負傷していた彼の世話をするために、エベレストに登っていた人類学者エヴァンス教授（声- 田中崇）の登山隊を襲撃し、物資を強奪したことで雪男騒ぎを引き起こしていた。

スネイカー
声 - 矢田耕司
第41話に登場。ダンケル配下の科学者で、光子エネルギーで100mの暗黒怪獣へと巨大化するキングコブラを開発した功績により、デスクロス騎士に取り立てられる。大空魔竜にキングコブラを潜入させる機会を伺っていたが、宇宙カプセル（レッドバロム）を目撃されたことから拉致した子供たちの中に、大空魔竜の関係者であるハチローがいると知って、3人の人質の命と引換えにキングコブラをその船内に密かに持ち込むよう脅迫した。潜入したキングコブラが大空魔竜の内部破壊に成功したことで、用済みの3人を銃殺しようとした所を、子供たちの救出に飛来したガイキングによるハンドミサイルの集中砲火を浴びて昏倒する。明確には描かれていないが、以降そのまま登場しないことから死亡したものと思われる。

博士
声 - 山田俊司
第43話に登場。わずかに生き残っていたゼーラ星市民代表の科学者。いよいよゼーラ星があと数時間でブラックホールに飲み込まれる事態になり、ダリウスが強制移住を開始して市民にも侵略の片棒を担がせようとした所、その要請を拒否した。彼の意見に同意した市民達が平和的手段での移民政策を取っていなかったダリウスを詰問したため、これに激高したダリウスが市民を見捨ててゼーラ星を脱出してしまった後、残された都市全体をバリアで包み込み、自ら秘密裏に開発していた重力場エンジンを積んだ宇宙船として、市民とともに崩壊するゼーラ星から脱出する。ゼーラ星の最後を見届けた後、安住の地を求めて旅立った都市宇宙船が宇宙を航行する姿は、第44話で戦いが終わったサンシロー達が見上げる空に光る流れ星とダブって、可能性ある未来がイメージされている。

### ゼーラ星人以外の登場人物
古賀博士
声 - 山田俊司
第9話に登場。ヤマガタケの恩師の考古学者。ヤマガタケが当てもなく相撲部屋入門のために上京した折、慣れぬ都会の人混みに圧倒され財布を失くしてしまい、絶望と飢えに耐えかね、追いはぎの真似をした相手が古賀博士だった。豪胆な古賀博士はヤマガタケにひるむことなく彼を自宅に招き、困った時こそ悪の誘惑に負けず初心を貫くのが男だと説諭する。ヤマガタケは古賀博士の言葉に深く反省し、大山部屋への入門を果たしたのだった。その後、ナスカ平原調査団の団長として地上絵の謎を解明すべく調査活動をしていた所、地下秘密基地の所在を突き止められることを警戒したデスクロス騎士ドンゲルによって、調査団ごと遭難に見せかけて殺されてしまう。

名村
声 - 藤本譲
第15話、第35話に登場。サンシローのレッドサン時代の鬼コーチ。15話では猛特訓を敬遠される最近の風潮に嫌気が差して、野球人生から引退することを告げにサンシローの元に訪れた。そこで強敵ユンカーの強襲戦法に一敗地にまみれたサンシローに命がけの猛特訓を行い、見事勝利を掴んだその姿を見て引退の決意を翻し、レッドサンに戻る。
第35話ではレッドサンの監督に就任しており、かつて大文字がサンシローを大空魔竜チームに引き入れる際、反対するレッドサン首脳陣への説得役を引き受けていたことが明らかにされる。投手不足でレッドサンの勝率が低迷したため、サンシローに非戦闘時のみという条件付で、レッドサンへの一軍投手復帰を頼みに現れる。この時、暗黒ホラー軍団は長期に渡り侵略活動を停止しており、侵略を諦めたのではという憶測が飛ぶ程だったため、サンシローの投手現役復帰が認められた。しかし試合開始直前に暗黒怪獣サタンアントが出現したため、サンシローの登板は幻に終わった（その後、実はサンシローにはもともと復帰の意思は無かったことが明かされる）。

ポール
声 - 井上和彦
第16話に登場。ピジョン星人でミドリの幼馴染。ミドリを実の母の元へ連れ帰ろうと小型宇宙艇で大空魔竜を訪れるが、さそり座にある母星をブラックホールに吸い込まれたピジョン星人の移住先が、地球から20万光年の位置にあることを隠していた上、暗黒ホラー軍団から攻撃をされないことと引き換えに、大空魔竜に冷却防止熱線が搭載されていないことを調べて報告するという裏取引をしていた。しかしそのことを知って「大空魔竜の危機を見過ごすことが出来ない」と小型艇を分離させて引き返すミドリを後に、（母船と合流するためにはもはや軌道を変更できないため）一人同胞の元へと帰還する。

ダナオン
声 - 北川国彦
第26話に登場。ピジョン星の科学者。暗黒ホラー軍団と戦う大空魔竜のため、ハイドロブレイザーの10倍という高熱を発してあらゆる金属をも破壊できる天馬ペガサスと、それを操縦する人造人間ペーラを開発して地球にやって来るが、暗黒ホラー軍団に察知され宇宙船を攻撃され重傷を負う。サンシロー達に救助されるがもはや虫の息でペーラを託して息を引き取る。ペーラを我が子のように愛していたが、兵器としては欠陥品であると悟り、人の心の源であるハートサーキットを破壊して純粋な戦闘マシンにすることを決断しようとしていた。

ペーラ
声 - 白川澄子
第26話に登場。愛らしい少年の姿をしたアンドロイド。ハイドロブレイザーの10倍という高熱を発し、あらゆる金属を破壊できる専用ロボット・天馬ペガサスを操る。ハートサーキットという回路で人間同様の優しい心を持つが、この回路が作動していると恐怖心から戦えなくなってしまうため、戦闘時にはスイッチを切らなくてはならない。ピジョン星という繋がりからミドリと交流を深め、お互いを慕って姉弟のように過ごす。しかしそのミドリの危機を救うため、自ら回路をオフにして（戦闘モードの姿となって）暗黒鳥人と戦ったことで、加減を知らない非情な戦いぶりを目の当たりにしたミドリから、「血の通わない冷たい機械」と冷たく拒絶されてショックを受ける。
その直後、暗黒怪獣ゴルゴーンの超重密度物質の壁に苦戦する大空魔竜の危機を救うため、引き留めるミドリを振り切って天馬ペガサスで出撃し、人間の姿（=心）のままゴルゴーンの超重密度物質の壁に特攻してこれを粉砕、玉砕した。その亡骸を抱いたミドリは悲嘆に暮れる。

山中大尉
声 - 矢田耕司
第27話に登場。旧日本軍・山中荒鷲隊の生き残り。ゼロ戦で南太平洋のズナック島に不時着し、現地の女性と結ばれて一人娘を儲けていた。終戦を知らないまま潜伏し続けていたが、ある日ケンワ山の洞窟で超金属ゾルマニウム鋼の鉱脈を発見。それを狙って襲ってきた暗黒鳥人から逃れようと、独自開発の強力な小型ロケットエンジンを増設したゼロ戦で脱出するも、宇宙まで飛び出した後に遭難してしまう。死後8年経って、断続的に発信し続けられていた暗号通信をキャッチした大空魔竜によって、宇宙の墓場で遺体となって発見される。

山中さゆり
声- 吉田理保子
第27話に登場。南太平洋のズナック島で生き残っていた山中大尉が、現地の女性との間に儲けた一人娘。山中大尉から日本人がやってきたらケンワ山の洞窟に案内するよう言われていた。8年前に島を脱出したきりの父の生還を信じ待っていたが、その消息を伝えてくれたファン・リーと親密になり、父の形見のマフラーを彼に託す。一件落着後、父から聞かされ憧れだった富士山の上空に、ファン・リーが操縦するゼロ戦で連れて行ってもらった。なお母親は10年前にすでに死亡している。

カイン
声 - 伊武雅之
第31話に登場。地球出身のデスクロス騎士。元の名はNASAに所属する若き天才科学者カイン・シュタイン博士。大空魔竜すら凌ぐ攻撃力、破壊力を持つダブルイーグルを設計する。ダブルイーグルは地球防衛会議において、異星人からの侵略に対抗する兵器の座を大空魔竜と争うも、地球を防衛する観点からは（その過剰な攻撃性が）邪道だとする大文字博士の主張が受け入れられ、最終選考にて圧倒的大差で落とされてしまう。いたくプライドを傷つけられた彼はその後、酒に溺れて身を持ち崩し、NASAを辞めてテキサスの山奥の小さな町・バリーに引っ込むが、変わらぬその荒れた素行によって町中の人間から見放された結果、妻子まで病で失ってしまう。絶望し大空魔竜を逆恨みするようになっていた時、訪れた暗黒ホラー軍団からの招聘に応じてダブルイーグルを暗黒怪獣として建造し、大空魔竜への復讐に利用する。四天王の命令にも従わず傲岸不遜な態度をとるなどプライドが高く、ダブルイーグルの優秀さを証明するために、捕縛したサンシローを解放して大空魔竜に正々堂々の勝負を挑む。妻子を見捨てた町をダブルイーグルの破壊光線で完全に焼き尽くし、大空魔竜とガイキングをともに追い詰めるが、宇宙空間で流星群に巻き込まれて動力回路を損傷し、防御力の弱さを露呈する。意識を失っていたサンシローの脇で流れていたオルゴールの音色に、妻子への想いといった人間性を呼び覚まされたのか、ダブルイーグルが左側の首を失って攻撃力が落ちていると知りながら、大文字博士の説得に応じずあえて大空魔竜に攻撃をしかけ、ミラクルドリルの直撃を受けて倒される。

ポー
声 - 八奈見乗児
第32話に登場。宇宙幽霊船の船長。宇宙の星々を渡り海の怪獣の生け捕りを生業としていた異星人だが、アルファケンタウリの惑星で巨大な怪魚（正体は暗黒怪獣“白鯨”）との戦いに負け左足を失い、船もボロボロに損傷して幽霊船のようになってしまった。ダリウスに大空魔竜を生け捕りにすれば船の修理代を支払うと持ちかけられ、地球にやって来た。慣れぬ地球の海で操船を誤って客船と衝突してしまい、たまたまそれに乗船していたハチローを救助することになる。隻眼片足のいかつい外見に似合わず子供好きな好人物。船内にハチローがいるために手出し出来ない大空魔竜を捕獲しようとするが、戦況有利と見て約束を反故にした四天王にデスクロス現象で幽霊船を破壊されてしまい、ハチローと共にネッサーで救助される。その結果ダリウスに騙されていたと知り、暗黒怪獣“白鯨”撃滅の指揮を申し出て大空魔竜戦隊を任される。みごと雪辱を果たした後、大空魔竜で宇宙まで送り届けられることとなった。

ワイルダー
声 - 渡部猛
第34話に登場。一匹狼の“宇宙の暴虐者”で、ダリウスすら手を焼く存在。大空魔竜討伐に利用するため、四天王ですら敬語で接して招聘した。ダリウスの饗応で用意された料理をひっくり返すなど、やりたい放題の振る舞いに及んだが、大空魔竜を倒すことを条件に資源豊かな“緑なす地球”へ案内すると持ち掛けられ、（ワイルダーが地球を思うがまま荒らし回って去った後に、ゼーラ星人が移住させてもらうという話を了承のうえ）要請を引き受ける。しかし実際には地球を見るなり気に入り、ダリウスとの約束を反故にして居つくつもりでいた。猛牛型のロボット兵器ブラッドバッファローで大空魔竜に襲い掛かり圧倒、ガイキングともども宇宙船の墓場・サーガッソー海に突き落とすが、とどめを刺せというダリウスの忠告・要請を無視して地球略奪に向かってしまう。その間に大空魔竜とガイキングが“スクリュー脱出”でサーガッソー海を抜け出してしまい、それを知って戻ってきたところを、大空魔竜とガイキングの合体技「火車カッター」でブラッドバッファローごと粉砕され死亡する。なおブラッドバッファローは大空魔竜のゆうに3倍以上の大きさを誇り、ワイルダーの部下が数名搭乗していることが映像から確認できる。また、ワイルダーは大空魔竜のことを聞かされて「たかが地球の“戦闘獣”」と表現した。

大西
声 - 井上和彦
第35話に登場。レッドサンの投手で、同期でライバルだったサンシローが抜けた後のエース。成績が低迷していたため、名村監督がサンシローをレッドサンに復帰させるとライバル心から奮起して成績を上げる。優勝決定戦を数日後に控え、サンシローから消える魔球を伝授され、試合当日見事に魔球を再現する。その魔球もカウント2-1からの四球目にして、巨人の王の目を閉じた一本足打法によってホームラン性の当たりで返されるが、辛くも外野手のファインプレーで打ち取りレッドサンは優勝をものにする。

ユカ
声 - 川島千代子
第36話に登場。鬣から火を放つ獅子、ゴールデンレオに乗るアフリカ出身の美少女。フランス、パリの大学に留学する程の才媛だったが、文明人が自然破壊や野生動物の乱獲を招き、自分達の部族を奥地に追いやった原因と憎むようになり、かつてチタウニ帝国が栄えた地で自然や動物を守護する女王として祭り上げられるようになる。精神を徐々に狂わせる草の毒で呪術師に操られていたが、香港出身のファン･リーに麻薬の一種と見抜かれ、解毒剤を投与され正常な理性を取り戻す。

呪術師
声 - 津田延代
第36話に登場。アフリカの奥地でチタウニ族の神託を司る老巫女。ゴールデンレオを調査に来た大空魔竜チームを火あぶりにせよとユカに告げ皆殺しにしようとする。正体はデスクロス騎士（声- 徳丸完）であり、ゴールデンレオに１万人目の生贄として自らを喰わせて、暗黒怪獣ゴールデンレオとして復活させる。

チャン・メイ
声 - 若本紀昭
第39話に登場。泣き虫で不良少年だったファン・リーの弟分。キックボクシング界で"神の手"を持つと恐れられ、"香港の星"の異名を持つ。必殺の左フック"流星パンチ"で201連勝151連続KOを重ねる世界チャンピオンになっていたが、実は"神の手"はデスクロス騎士チン（声- 肝付兼太）からサイボーグ手術によって与えられた機械仕掛けの左腕であった。この"神の手"と引き換えにチンの言いなりとなり、良心の呵責を感じながらも大空魔竜の秘密基地を突き止める目的で、発信機付きのトロフィーをファン・リーに渡してしまう。さらにチンの指示に従って大空魔竜に潜入し、排水ポンプを爆弾で破壊する。しかし自分を庇って全ての罪を被り大空魔竜から降りたうえに、チンの正体を知らぬまま「香港に帰らせてやってほしい」と懇願して一方的に傷めつけられるファン・リーの姿を見て反抗し、配下の暗黒鳥人に襲い掛かったためチンに射殺される。

エメルダ
声 - 増山江威子
第40話に登場。地球の半分程度の平和な惑星、エメラルド星の王女。エメラルド星は毒ガス星雲の侵食により滅亡の危機にあり、大空魔竜を倒せばデスクロス現象で毒ガス星雲を吹き飛ばすというダリウスとの取引に従い地球にやって来る。当初はサンシローを殺すつもりで近付いたものの彼の優しさにほだされて殺せなくなってしまい、エメラルド星で唯一にして強力な宇宙兵器“エメラルドのバラ”で大空魔竜に挑んだ際には、ガイキングを易々と捕獲してサンシローのみを連れ去った。サンシローとは互いに愛し合うようになっていたことから、寝返って共に大空魔竜と戦って欲しいと懇願するも拒絶され、止むを得ず彼と戦う決意し解放する。その後の再戦では圧倒的な戦力で大空魔竜を大破させるが、コクピットに座るサンシローの姿に逡巡していたところ、勝負あったと見た四天王から、毒ガス星雲の正体が暗黒ホラー軍団の暗黒怪獣ガスロイドであり、既にエメラルド星はデスクロス現象で破壊されていたことを明かされ痛哭する。しかし、とどめを刺そうと乱入してきたガスロイド相手に窮地に陥ったサンシローを目の当たりにして、死を覚悟で“エメラルドのバラ”の全エネルギーをガイキングに与える。これによって150倍に強化されたザウルガイザーはガスロイドを撃破するが、消耗しきったエメルダ自身も“エメラルドのバラ”とともに散っていった。

ゴロー
声 - 山本圭子
第41話に登場。ハチローをいじめていた3人組のリーダー格で、ガキ大将。学校の同級生と思われる。ハチローがヤマガタケからお遣いを頼まれて買った漫画本をむりやり取り上げ、読み終わったら明日学校で返すと嘯いた。いったんは引き下がったものの取り返しにやって来たハチローと喧嘩になっていたところ、暗黒ホラー軍団の宇宙カプセルを目撃したことでハチロー含め4人とも拉致されてしまう。怯える3人組のアキラ、ケンジに対し、冷静かつ毅然とした態度をとるハチローを3人とも見直し、ガイキングに救出された後は無事和解できたようであった。

ジミー
声 - 井上和彦
第42話に登場。スコットランドのネス湖のほとりの屋敷に暮らす少年。幼い頃の病気のため足が不自由で、車椅子に座りながらネッシーの出現を毎日観察していた。ついにある晩、ネッシー（実は暗黒怪獣ネッシーQ）の姿を発見したが家族に信じてもらえなかったため、大空魔竜に調査要請の手紙を書く。

カレン
声 - 中谷ゆみ
第42話に登場。ジミーの姉。UFOやネッシーを見たというジミーの言葉を信じなかったが、後に自らも暗黒怪獣ネッシーQの姿を目撃して考えを改める。

## 登場メカ
大空魔竜
大文字博士が暗黒ホラー軍団に対抗するために建造した、大空魔竜戦隊の中核をなす恐竜型移動要塞。建造には12年の歳月が費やされ、1971年3月15日に完成した。空陸移動のほか潜水や大気圏を脱出しての往還・宇宙航行も可能。全長400メートル、重量38,000トン。飛行速度マッハ3、地上速度200キロ/h、水上速度120ノット、水中速度150ノット、宇宙での最高速度はほとんど光速に近い。最大潜航深度20,000メートル、設計限界荷重80,000,000トン。動力は原子力・光子力・磁力。装甲材質は鉄よりも強くダイヤモンドよりも固い超金属ゾルマニウム鋼。操縦はメインパイロットであるピートが担当するが、不在のときにはサコンや大文字博士が操縦悍を握ったこともある。
第14話にて暗黒ホラー軍団に鹵獲された際にサコン主導のもと、新兵器ミラクルドリル開発のほか、ゼーラ星の技術も取り入れた大改造が施されており、講談社『テレビマガジン』誌の特集では「大改造によって背ビレがより鋭くなって切れ味が増し、尾を振ってたたきつける力も増した」との説明がされているが、その他の詳細は不明。
恐竜の化石をイメージした骸骨状の頭部には巨大な双角がある。脚（もしくは腕）は2本で、爪は設定画でも実際の映像でも2本のときと3本の時があり一定しない。その混乱による作画を統一するため、2本爪を3本爪に明確化する設定画が描き起こされている。乗組員は総司令の大文字博士と各搭載機のパイロットを含めて68名、御前崎灯台地下に秘密基地を、伊豆西海岸の堂ヶ島大洞窟に秘密第2基地を持つ。クルーが居住するための部屋もあるため、長期運航も可能。胴体中央に位置するマスターコントロール室ではピートが操縦席に、その後方四席にミドリを先頭にして一般職員の通信係三名が座っている（第11話では後方四席の先頭にブンタ、向かって左にヤマガタケ、右にミドリ、奥にサンシローが座っていた。第18話の基地からの発進シーンでも、後方四席にコンバット・フォースの面々が、最後尾にはミドリが座っている）。またコントロール室の後方上部には大文字博士とサコンが常駐する指令室がある。動力部はプラント・ミグラントという移動機構を備えており、非常時には船内でその位置を移動して危険区域から退避させられる。前面左右の砲塔の横にある、それぞれ3つの穴は灯りが点いていることもあるが、逆噴射口。大空魔竜の内部には数多くの避難区画があり、中でも最も頑丈で安全なシールドルームは超重密度鋼でできている。
主力武装（ザウルガイザー、ハイドロブレイザーなど）が集中する頭部はガイキングのメインボディとなり、ガイキング発進後は戦闘能力が低下するため、首と尾を巻き込んで丸くなるボリューションプロテクト（渦巻防御体勢）をとることで、水爆や（地球上のメカで唯一）デスクロス現象に耐えることができるようになる。ボリューションプロテクト状態で高速回転すれば地中を掘り進むことができるほか、頭部がない状態での首部分は高速回転するドリルにもなり、これを使うことでも地中に潜れる。
武装
ガイキングの兵装であるキラーバイト、ザウルガイザー、ハイドロブレイザー、パライザーは大空魔竜の頭部の状態でも使用可能。
ミラクルドリル
第14話から装備された新兵器。格納庫内から三つのドリルパーツを射出、合体させて両腕（前足）に装着する。装着したまま回転させて格闘戦の武器とするのみならず、地中を掘り進むことにも使用できるが、もっぱら大空魔竜の発進口から発射して、そのまま直接標的めがけて撃ちこむことが多かった。空中で三つに分離して攪乱攻撃することも可能。その破壊力は8メートルの鉄板をぶちぬく（10メートルの鋼鉄を貫く、とする資料もある）。
ビッグホーン
格納庫内から飛び出す巨大な左右開閉式の角（第34話ではキバーサタンと呼んでいるシーンもある）。大空魔竜の近接戦闘武器であり、開いた左右の角で敵を挟み込んで圧壊する。設定画によるとビッグホーンは左右の牙とそれをつなぐ基部の3つのパーツからなり、大空魔竜からそれぞれのパーツが射出され、空中で合体してから発進口に外からハマり込むという仕組みであったが、実際の映像では完成パーツが発進口から飛び出した位置で停止し、そのまま固定されて左右の牙が開くというギミックになっていた。後に改良されてヴォーグアイ（後述）の構成パーツとしても活用される。
ドラゴンカッター
主翼内部から発射されるブーメランカッター。超金属ゾルマニウム鋼製で、刃の長さは50m、マッハ4の速度で飛び出し、厚さ5mの鋼鉄も切り裂く。通常は輪を描くように発射されて飛んで行く兵装（「クロスカッター」」）だが、胴体にセットされた状態で、組み付いた敵を左右から鋏のように挟み切る使用法（「ダブルカッター」）もある（第30話では胴体に繋がったまま飛び出させて、組み付いていた暗黒怪獣ザウルモンスを跳ねのけた）。
ジャイアントカッター
腹部から飛び出す巨大な刃。超硬質ゾルマニウム鋼製で、刃の長さ100m、重量20t。超硬度電動ノコを持つ木島博士による協力のもと開発され、ミラクルドリルすら貫通できず砕け散った、暗黒怪獣カイコーンのゴールデンコンクリートをも切り裂いた。しかし暗黒怪獣ゴルゴーンの造りだす超重密度物質の壁の前にはさすがに歯が立たず、粉々に砕けてしまっている。
各種ミサイル兵装
翼部分の前面左右の砲塔（前部戦闘室）からミサイル、前面の二つの黄色い円形部分からもミサイルを放ち、後部尻尾にもミサイルを備えている。
後部機関砲
尾部先端の後部戦闘室に装備されていて、指揮官1名と銃撃手2名が常駐している。なお第27話では同じ砲塔からビームを発射している。ここからミサイルを発射する、とする資料もあり、映像でも第20話で「（暗黒怪獣ケロガーによる攻撃の影響で）ミサイルが発射しない」という銃撃手のセリフがある。
ビーム砲
胴体底部には二門のビーム砲を備える。
ゼウスミサイル
対スパイダース彗星用にサコンが密かに準備していた兵器で、地上の御前崎基地から発射され単独で大気圏を脱出して、大空魔竜の両脇の羽の下(前脚の付け根部分）にドッキング・装備される（劇中の完成予想図やラストカットでは羽の上側に接続されている）超大型のミサイル。スパイダース彗星を一撃で粉砕した。未使用に終わったが、第31話でも暗黒怪獣ダブルイーグルに対しても使おうとした。
ヴォーグアイ
物語終盤の第43、44話登場。ガイキング出撃時の（頭部が無くなったことによる）火力の低下を補うため、代用頭部として開発された新装備。大空魔竜から射出されたヴォーグアイ本体と、牙の部分を構成するビッグホーンとが合体した後、首に装着される。ヴォーグアイにはミドルレーザーやサンダーアイといった強力な武器が装備されている。
なお、火星からの帰還時に取り外して以降、最終決戦では装備されなかった。
ミドルレーザー
顔の中央突起部から発射される超高熱レーザー。
サンダーアイ
両目から発射される磁力光線。暗黒怪獣カマキリンにとどめを刺した。
速射ミサイル
先頭の第一背ビレ部分から、1分間に400発連射する高性能ミサイル。“ヴォーグアイ”や“大型ミサイル”と同じく、強化改造によって装備された新たな兵器。
大型ミサイル砲
首から喉元・胸にかけてまでが大きく開いて出現する二連装の大型ミサイル。
“ヴォーグアイ”や“速射ミサイル”と同じく、強化改造によって装備された新たな兵器で、地球に飛来中の暗黒怪獣の入ったカプセル二基を迎撃、粉砕した。暗黒怪獣を一発で撃破する威力があるほか、発射後に途中で4つの中型ミサイルに分かれて攻撃する同型のものもある。
火車カッター
不完全なボリューションプロテクト体勢の大空魔竜の、首と尾の間にガイキングがドッキングし、通常は左右に開いている背ビレを閉じて高速回転して（さらにフェイスオープンしたガイキングがデスファイアーを吹いて全体に炎を纏って）突撃する戦法。偶然の産物ではあったが強力で、それまで全く歯が立たなかったブラッド・バッファローを正面から両断した。
ジャイアントカッター逆さ斬り
大空魔竜とガイキングによるコンビネーション技。エネルギー切れで空中から落下する大空魔竜を、ガイキングが支えたことによって偶発的に生まれた戦法であった。
なお第31話に登場する暗黒怪獣ダブルイーグルは、元は地球防衛兵器の制式採用の座を大空魔竜と争い、その強大すぎる破壊力が忌避されて敗れた機体である。

ガイキング
パート3（大空魔竜の頭部）とパート1（上半身）、パート2（下半身）が合体して完成する戦闘用巨大ロボ。身長50メートル、重量220トン、超金属ゾルマニウム鋼製、磁力原子力混合装置の働きによって空中をマッハ3、地上を200キロ/h、水中を370キロ/hで移動できる。宇宙空間ではほとんど光速。頭部には大型の角をそなえており、胴体は大空魔竜の頭部そのもの。パート3の搭載武器の多くは大空魔竜の状態でも使用可能である。パワー設定は不明であるが、ガイキング単機で大空魔竜を宙に持ち上げて運ぶ程の力を有している。パイロットはツワブキ・サンシロー。多彩な兵器を内蔵するものの、敵である暗黒怪獣はガイキングどころか大空魔竜と同サイズか、それ以上の巨体を誇ることも珍しくなく、強力な敵に苦戦する場面も多かった。しかしコンバット・フォースの主幹として活躍し、大空魔竜とのコンビネーションから繰り出す技で強敵を次々と葬っていった。
第1話における大文字博士の説明によると、パート3と1の合体（主に胴体を含めた上半身）を手動で行うのは必須であるが、次のパート2（下半身）との合体は自動で行われるとのこと。発進手順としては先にパート1と2を射出し、大空魔竜のメインブリッジからサンシローが独立コクピットに乗り、パート3で出撃し合体する。物語終盤には、ガイキングの合体が完了するとサンシローが「ガイキング合体!」とコールするようになる。なお、発進のナビゲイトとアナウンスはミドリが行う。また、第6話では戦闘後にドッキングを解除して帰還する珍しいシーンが見られる。
第27話と第39話では大空魔竜だけで対処しているため出番がない。
武装
キラーバイト
敵に組み付いて腹部の大空魔竜の「顎」で噛み砕く技。
パライザー
OPにも登場している、敵にガイキングの角を突き刺し高圧電流を流す技。初期は多くの暗黒怪獣にとどめを刺した。第32話では銛に繋がったワイヤーに角を触れさせて、白鯨（暗黒怪獣）に電流を流し込む戦法を見せている。また、一部の書籍や設定画の書き込みでは「機能をマヒさせる電波を流す」と説明されていた。
なおサンシローは第4、6話では「デスパーサイト」と叫んで使っている。
デスパーサイト
ガイキングの目から毎分60発で連射される物質破壊弾。牽制や小手調べによく使われるが、暗黒怪獣には避けられたり通用しないことも多かった。なおガイキング強化後のフェイスオープン状態でも使用可能。
カウンターパンチ
いわゆるロケットパンチ。厚さ50cmの鉄板を10枚まで破壊する威力がある。投球フォームのように後方に腕を振ってから撃ち出すことが多く、しばしば牽制や繋ぎの武器として使用される。ガイキング強化後は破壊力は3倍にパワーアップした。
ハンドミサイル
人差し指から連射する小型ミサイルで威力はさほどではないが、暗黒超人を蹴散らすのにはじゅうぶんだった。
カウンタークロス
両膝（脛）部に装備されている十字型の手裏剣。大剣としてもブーメランとしても使用出来る。膝から上へ飛び出してくるのを手でキャッチする場合と、手で直接取り外して持つ場合とがある。液状ゾルマニウム鋼としてスペアが脚に内蔵されている。二本を同時に投擲する場合はダブルクロスと呼ぶ。
バックシュレッダー
主翼の間、ガイキングの背中の中心線に展開するのこぎり状の歯。敵を分断はできないものの傷を負わせることができる。設定画には「背面飛行で相手を切り裂く」との書き込みがある。一部の児童誌などでは、背中の翼パーツごと撃ち出して敵を切り裂く、との説明とイラストが掲載されていたが、劇中でそのような描かれ方がされたことはない。
使用例は第9、19、20話。掛け声こそ無いが第9話にて暗黒怪獣ジャガー相手に初使用されており、“第15話における暗黒怪獣ガンタロスの実戦テストで、イミテーションガイキングの方が先に披露した武装”というのは誤り。
ザウルガイザー
腹部の大空魔竜の左右の目から発射される20万度の熱光線。螺旋状にストライプさせ、一本の光線として標的に命中させる。貫通力も高く、初期は多くの暗黒怪獣にとどめを刺したほど威力が大きい。大空魔竜の顔の状態でも発射可能で、第12、19話ではピートの掛け声とともに、第24話や42話ではサンシローが頭部に移動した形で発射している。
ハイドロブレイザー
サンシローの投手としてのテクニックと、超能力のパワーで自在に変化する50万度の水素火球。発射口は無く、腹部（大空魔竜の鼻にあたる部分）装甲から発生して発射される。一発ずつとは限らず、連射も可能。全編通して（ガイキングが強化されてからも）使用頻度が多い必殺武器であるが、とりわけ前半では暗黒怪獣に避けられる、跳ね返される、当たっても効果がないという描写が続出している。敵に向けて直接発射される場合がほとんどだが、元プロ野球投手だったサンシローの動きと連動し、手に持ってから魔球として投げ付けることも出来る。ただしサウスポーのサンシローに対し、ガイキングはなぜか右投げであることが多く、左投げは第38話のみ。大空魔竜の顔の状態でも発射可能で、第24話ではサンシローが頭部に移動して、第27話では大文字博士の掛け声で発射されている。
ミラクルドリル
追加武装であるガイキング専用ミラクルドリルは、第14話で開発された大空魔竜の同名武器と形状こそ同じだがサイズが異なる。三つのドリルパーツが大空魔竜から射出され、空中で連結したうえでガイキングの両手に装備される。状況に応じて敵に向けて発射する一種のドリルミサイルでもある。ガイキングは第15話で大空魔竜用の巨大なミラクルドリルも、抱えて投げつけるなどの使い方で戦ってみせたが、その後、ガイキング用ミラクルドリルが使用された様子は見られない。
ガイキングキック / カウンターキック
「ガイキングキック 」は空中からの飛び蹴りのことを指す。第41話における「カウンターキック」との違いは不明。なおガイキングのキック力は片足で1,000トンの岩を砕くという。
新ガイキング（強化型ガイキング）
第23話における暗黒怪獣ムーンコンドルとの戦いで大破した後、大幅な改修を加えられて復活したガイキング。四肢が太くなり、マスク部のスリットが削除、両眼に縦縞のパターンが付加されている。パンチ力(カウンターパンチの破壊力）は3倍、キック力は2倍にパワーアップした。最大の特徴は「フェイスオープン」の掛け声で頭部アーマーを弾き飛ばし出現する超兵器ヘッドである。悪玉然としたデザインもさることながら、多数の凶悪ともいえる強力な追加兵装が装備されている。新兵器の多くはフェイスオープン時のガイキングの頭部に集約されているが、従来通りデスパーサイトも使用可能。なお、フェイスオープンで展開した頭部の外装は使い捨てではなく、戦闘終了後に再装着される。
アイビーム
デスパーサイトと同じくガイキングの目から発射される破壊光線。両目から出たビームが、すぐに一条の光線に合流して敵に命中する。使用例は第42話のみ。デスパーサイトとの違いや、フェイスオープン状態でないと使用できないのかどうか詳細は不明。
アブショックライト
フェイスオープン状態の眉間から放つ2,000ルックスの強力な発光武器で、いわゆる目眩まし。
ガイキングミサイル
1分間に300発の連射可能な小型ミサイル。発射部はフェイスオープン状態のガイキングの鼻（左右の頬骨）の位置。
ミサイル（大型ミサイル）
ガイキングミサイルの威力を上回るミサイルで連射可能。フェイスオープン状態のガイキングの両目の上の位置に、発射台がせり出して発射される。
デスライト / デスアイ
フェイスオープン状態で剥き出しになったコクピット・ブロックの先端から撃ち出される破壊光線。児童誌の記事やムック、松本めぐむのコミカライズ版に登場したものは、当たった生物の細胞やメカの組織を分解するという恐ろしい設定の兵器だったが、アニメ版では単なる出力の高いビーム砲といった表現だった。使用例は第36話のみ。
第36話劇中では「デスアイ」と発声しているようにも聞こえ、『EAシリーズ LEGEND OF ガイキング』でも「デスアイ」と紹介し、“「デスライト」は当時の設定画での名称”としている。
デスファイヤー
フェイスオープン状態の口から噴射する高熱火炎で、その温度は20万度と意外にもハイドロブレイザーよりも低い。効果を発揮することは少なかったが、物語後半では多用された。なお、ボリューションプロテクト状態の大空魔竜と合体しての高速スピンに、デスファイヤーの炎による威力を追加させた連携攻撃、火車カッターがある。
他にも大空魔竜とのコンビネーション技としてジャイアントカッター逆さ斬りがあるが、エネルギー切れで空中から落下する大空魔竜を、ガイキングが支えたことによって生まれた偶発的な戦法であった。
ミラクルドリル
新ガイキングは腕や肩が強化されたため、（ガイキング専用のものに限らず）大空魔竜用のミラクルドリルも（共用して）装着できる、とする記事もあったが、アニメ本編では新ガイキングがミラクルドリルを使用すること自体がなかった。なおバンダイの玩具“超合金魂 （「GX-05 大空魔竜ガイキング」「GX-100X ガイキング＆大空魔竜 強化型オプションセット」）” ではこの機構が再現されている（どちらの商品も見た目では5段のドリルがギミック上、3分割されており、ガイキングが装着する際、GX-100Xではアニメ本編同様の3段編成が再現されている一方で、GX-05では最後部の5段目をオミットした、4段連結の外観となっている）。
ほかにも大空魔竜とガイキングの兵器には、「エレクトリックガン」や「原子破壊光線」「リングトラッパー」「ガトリング銃」「超音波砲」「ガイザープロテクト」「ノックアタッカー」「フィッシャーウェーブ」「白熱光線（ノバレーザー）」など、雑誌やムックのみで紹介され、映像では描かれなかった武装が多数存在する。

スカイラー / 飛竜スカイラー
全長25メートルの翼竜型戦闘メカ。ファン・リーが搭乗。目から放つスカイラービーム、口から吐くファイヤー、両脇から発射するスカイラーミサイル、さらに翼左右3門ずつの連発銃で武装している。空戦での支援として活躍も多く、第10話では暗黒怪獣ドーン・ライフーンにとどめを刺している。大空魔竜から発進する際の掛け声は「（飛竜）スカイラーフライト!」

ネッサー / 魚竜ネッサー
全長25メートルの雷竜型戦闘メカ。名前の由来はネッシーで、容姿も酷似している。ハヤミ・ブンタが搭乗。目から放つネッサービーム、口から吐く光線が救助バリヤー網となるネッサーバリヤー（本来は救助用だが第42話では自らの周囲に張り巡らせて暗黒怪獣ネッシーQの噛みつき攻撃から身を守った）、首下にあるネッサーミサイル発射管3門、腹部から発射するネッサー魚雷（第6話のブンタや第39話のファン・リーは、ネッサーミサイルと呼称していた）などを装備している。他に設定には無い武器として、ネッサーファイヤーなる火炎を口から吐く。単機で暗黒怪獣タコマンダーを撃破したこともあるが、この時の操縦者はブンタではなく、ファン・リーだった。四肢を縮めて飛行することも可能。大空魔竜から発進する際の掛け声は「（魚竜）ネッサーフラッシュ!」。

バゾラー / 剣竜バゾラー
全長20メートルの角竜型戦闘メカ。ヤマガタケが搭乗。鼻先のバゾラードリル、2本の触角から放つバゾラービーム、口から発射するバゾラー砲（第25話ではバゾラーミサイルと称している）で武装している。先端が吸盤のバゾラーアームという伸縮式マジックハンドを胴体両側に内蔵しており、第29話では即席で脚を仮設したうえに、バゾラーアームにも手指を取りつけることで、暗黒怪獣ニオコーンと綱引きを演じている。第9話では、やや小型とはいえ暗黒怪獣4体を単独で撃破した（ほかに第20話でも暗黒怪獣ケロガーを、ゼーラ星人プロメスから入手した重力コントローラーを使って葬っている）。当初は飛行能力を持たなかったが、いつのまにか飛べるようになっていた。大空魔竜から発進する際の掛け声は「バゾラーアタック!（剣竜バゾラーアタック!）」。

暗黒怪獣
暗黒ホラー軍団が地球侵略のため送り込む巨大戦闘メカで、そのほとんどは動物や虫、爬虫類、魚といった生物をモチーフとしている。多くはガイキングよりも大きく、大空魔竜と同程度もしくはそれを上回るサイズである。また過去のゼーラ星人が地球に残しておいたものが遺跡などから復活して、暗黒ホラー軍団に使われるケースも多い。

グロテクター
四天王が乗り込む戦闘用宇宙船（各四天王1人に1機ずつ、計4機）。全長420メートル。4機が十字型に並ぶこと（デスクロス・フォーメーション）でマイクロブラックホール（デスクロス現象）を発生させることができる。
また同様にブラックホール現象を応用した航法で、6,000光年離れたゼーラ星と地球を瞬時に往復できる。深海魚の骨格のようなデザインで、四天王毎に機体色が異なる（デスモントは紫、ダンケルは青、アシモフは緑、キラーは茶）。小型戦闘機レッドバロムを搭載しており、胴体底部や両翼端の球体から発進させる。暗黒怪獣のキャリアーとしての機能もあり、頭と尻尾の部分の前後に二分割して、あるいは首の部分が下に折れ、その開口部から暗黒怪獣を発進させる。
単体での武装は第3話で暗黒怪獣ガンタロールを一撃で破壊した破壊光線があり、これはこの回でしか使用されていない。そのほかに両翼に2基ずつ銛の形をした大型ミサイルを装備しているが、実際にミサイルとして使用されたシーンは無く、第28話ではスパイダース彗星に打ち込んで彗星の一部を採取することに使われていた。
デスクロスによる攻撃を除けば、直接の戦闘にはほとんど参加しておらず、最終決戦においても使用されていないため、4機とも破壊されずに残されている可能性が高い。
主題歌2番の歌詞では「グロテスター」となっている。

レッドバロム / 宇宙カプセル
暗黒超人や戦車の輸送に用いられる、球形の赤い小型戦闘機（宇宙カプセル）。グロテクターに搭載され、レーザー砲を装備し、マッハ10で飛行する。劇中では「宇宙カプセル」と呼ばれており、「レッドバロム」の名称は使われていない。

## スタッフ
- 原作：中谷国夫[93]、杉野昭夫、小林檀
- 協力：ダイナミック企画　（第22話まで）
- 音楽：菊池俊輔
- 企画：別所孝治（フジテレビ）、春日東（旭通信社）、田宮武（東映動画）
- 制作担当：菅原吉郎
- シリーズ構成：丸山正雄
- オーディオディレクター：本田保則（第1〜14話、16話）→小出良助（アーツプロ）（第15話、第17〜第44話）
- 美術設定：内川文広
- 美術：内川文広、川本征平、伊藤まり子、山口俊和
- キャラクター設計：白土武
- 制作進行：貞光紳也、高山秀樹、康村正一他
- 現像：東映化学
- 制作：フジテレビ、東映、旭通信社

## 音楽
菊池俊輔が全ての主題歌・挿入歌およびBGMの作曲・編曲を行った。
挿入歌の初出音盤は「テレビまんがアイドルデラックス 4」というLP（日本コロムビアから1976年に発売）である。
なお、必要に応じて前番組である『ゲッターロボ（ゲッターロボG）』や『UFOロボ グレンダイザー（宇宙円盤大戦争）』ほかのBGM（作曲は同じく菊池俊輔）、ライブラリー音楽などが適宜流用されているが、とりわけ第11話に限っては、劇中に光子力エネルギー研究所という施設が登場する故か、渡辺宙明の作曲による『マジンガーZ』のブリッジ曲が複数箇所にわたって流用されている。

### 主題歌
オープニングテーマ - 「大空魔竜ガイキング」
作詞 - 保富康午 / 作曲・編曲 - 菊池俊輔 / 歌 - ささきいさお、コロムビアゆりかご会
挿入歌として第1、2、4、6、7、8、9、15、18、24、44話に使用された。
オープニング映像は第23話より、ガイキングが強化型のデザインに差し替えられた。
エンディングテーマ - 「星空のガイキング」
作詞 - 保富康午 / 作曲・編曲 - 菊池俊輔 / 歌 - ささきいさお
挿入歌としての使用例なし。
エンディング映像ラストカットのガイキングは、第23話より強化型のデザインに差し替えられた。

### 挿入歌・イメージソング
「ガイキングはおれだ」（第23、25、26、28、30話）
作詞 - 保富康午 / 作曲・編曲 - 菊池俊輔 / 歌 - ささきいさお
「出撃だ! 大空魔竜」（第21話）
作詞 - 田村多津男 / 作曲・編曲 - 菊池俊輔 / 歌 - ささきいさお、コロムビアゆりかご会
「たたかいの野に花束を」（第16、26、44話）
作詞 - 保富康午 / 作曲・編曲 - 菊池俊輔 / 歌 - 堀江美都子

「たたかいのバラード」（第35話）
作詞 - 保富康午 / 作曲・編曲 - 菊池俊輔 / 歌 - ささきいさお
「大空魔竜ガイキング」（英語版）
作詞 - 保富康午 / 訳詞 - Donald P. Berger / 作曲・編曲 - 菊池俊輔 / 歌 - ささきいさお
「星空のガイキング」（英語版）
作詞 - 保富康午 / 訳詞 - Donald P. Berger / 作曲・編曲 - 菊池俊輔 / 歌 - ささきいさお
「THE COURAGE OF BATTLE」（「たたかいのバラード」英語版）
作詞 - 保富康午 / 訳詞 - Donald P. Berger / 作曲・編曲 - 菊池俊輔 / 歌 - ささきいさお
「THE COURAGE OF BATTLE」の初出は、番組終了後に発売された「ささきいさお 英語盤/アニメヒットを歌う」である。

## 各話リスト
| 話数 | 放送日        | サブタイトル                 | 脚本          | 演出       | 作画監督 | 登場暗黒怪獣ほか                                                   |
| ---- | ------------- | ---------------------------- | ------------- | ---------- | -------- | ------------------------------------------------------------------ |
| 1    | 1976年 4月1日 | 謎のブラックホール           | 高久進        | 勝間田具治 | 白土武   | ブラックモンスター                                                 |
| 2    | 4月8日        | みたか必殺魔球               | 上原正三      | 生頼昭憲   | 谷口守泰 | ブラックモンスター                                                 |
| 3    | 4月15日       | ダリウス大帝の謎             | 山崎晴哉      | 小湊洋市   | 福田皖   | ガンタロール                                                       |
| 4    | 4月22日       | 光る目のハニワ               | 上原正三      | 白土武     | 内山正幸 | ファイヤーバード                                                   |
| 5    | 4月29日       | 男一匹ヤマガタケ             | 吉川惣司      | 生頼昭憲   | 野田卓雄 | バラゴス                                                           |
| 6    | 5月6日        | よみがえったムー帝国         | 上原正三      | 井内秀治   | 白土武   | キングスネーク ラ・ムー                                            |
| 7    | 5月13日       | 恐怖の逆デスクロス           | 山崎晴哉      | 落合正宗   | 落合正宗 | シャークロン                                                       |
| 8    | 5月20日       | 発狂した大空魔竜             | 高久進 山本優 | 勝間田具治 | 谷口守泰 | オクトポザウル                                                     |
| 9    | 5月27日       | ナスカ地上絵の謎             | 高久進        | 白土武     | 内山正幸 | ジャガー 猿型暗黒怪獣 昆虫型暗黒怪獣 鳥型暗黒怪獣 トカゲ型暗黒怪獣 |
| 10   | 6月3日        | スカイラー 死へのジャンプ    | 山崎晴哉      | 生頼昭憲   | 野田卓雄 | ドーン・ライフーン（呑雲雷噴）                                     |
| 11   | 6月10日       | 泣くなハチロー               | 山崎晴哉      | 高屋敷英夫 | 杉野昭夫 | 大空魔竜2号                                                        |
| 12   | 6月17日       | 応答せよ! ミドリ             | 吉川惣司      | 小湊洋市   | 落合正宗 | ギガント                                                           |
| 13   | 6月24日       | 砂漠に吠える赤サソリ         | 上原正三      | 白土武     | 白土武   | サソリンガー 砂漠の魔王                                            |
| 14   | 7月1日        | 大空魔竜の逆襲               | 上原正三      | 白土武     | 白土武   | サソリンガー 砂漠の魔王                                            |
| 15   | 7月8日        | これぞミラクルドリル!!       | 吉川惣司      | 山吉康夫   | 谷口守泰 | ガンタロス イミテーションガイキング                                |
| 16   | 7月15日       | ミドリ 永遠の別れ            | 山崎晴哉      | 勝間田具治 | 白土武   | アイスキラー                                                       |
| 17   | 7月22日       | 吠えろネッサー 大海中戦      | 高久進 新井光 | 生頼昭憲   | 野田卓雄 | アンギョラー                                                       |
| 18   | 7月29日       | 宇宙船ノアの方舟             | 上原正三      | 高屋敷英夫 | 杉野昭夫 | マンモスノア                                                       |
| 19   | 8月5日        | 弟よ・明日に歌え!            | 山崎晴哉      | 山吉康夫   | 谷口守泰 | カイコーン                                                         |
| 20   | 8月12日       | 地獄戦士の復しゅう           | 吉川惣司      | 岡崎邦彦   | 白土武   | ケロガー                                                           |
| 21   | 8月19日       | 涙のデビルジャガー           | 山崎晴哉      | 生頼昭憲   | 野田卓雄 | デビルジャガー                                                     |
| 22   | 8月26日       | 地底王国の謎                 | 上原正三      | 山吉康夫   | 白土武   | カブトンガー ムーンコンドル                                        |
| 23   | 9月2日        | 地獄の月世界                 | 上原正三      | 井内秀治   | 落合正宗 | カブトンガー ムーンコンドル                                        |
| 24   | 9月9日        | 巨石（イースター）島の守り神 | 上原正三      | 生頼昭憲   | 谷口守泰 | オロンガー ロボットモアイ                                          |
| 25   | 9月16日       | 地のはての死闘               | 山崎晴哉      | 井内秀治   | 白土武   | ザ・ゴキブラー                                                     |
| 26   | 9月23日       | 宇宙をかける天馬             | 吉川惣司      | 勝間田具治 | 野田卓雄 | ゴルゴーン                                                         |
| 27   | 9月30日       | 南十字星に誓う               | 山崎晴哉      | 芹川有吾   | 落合正宗 | ヤドカリー                                                         |
| 28   | 10月7日       | 宇宙にとどけ ゼウスミサイル  | 吉川惣司      | 山吉康夫   | 谷口守泰 | スパイダロス                                                       |
| 29   | 10月14日      | 晴れ姿 ヤマガタケ土俵入り    | 山崎晴哉      | 岡崎邦彦   | 加藤政志 | ニオコーン                                                         |
| 30   | 10月21日      | 密林の大恐竜                 | 上原正三      | 井内秀治   | 白土武   | ザウルモンス                                                       |
| 31   | 10月28日      | 復しゅうのダブルイーグル     | 山崎晴哉      | 生頼昭憲   | 野田卓雄 | ダブルイーグル                                                     |
| 32   | 11月4日       | 宇宙から来た幽霊船           | 吉川惣司      | 芹川有吾   | 白土武   | 白鯨                                                               |
| 33   | 11月11日      | 大魔人ヒミラー出現           | 上原正三      | 山吉康夫   | 落合正宗 | 暗黒魔人ヒミラー                                                   |
| 34   | 11月18日      | 猛烈火車カッター             | 山崎晴哉      | 生頼昭憲   | 金田伊功 | ブラッドバッファロー                                               |
| 35   | 11月25日      | さらば栄光のマウンド         | 山崎晴哉      | 勝間田具治 | 白土武   | サタンアント                                                       |
| 36   | 12月2日       | 燃えよ! ゴールデンレオ       | 山崎晴哉      | 井内秀治   | 白土武   | ゴールデンレオ                                                     |
| 37   | 12月9日       | 占領された大空魔竜           | 上原正三      | 芹川有吾   | 青鉢芳信 | イノダラー                                                         |
| 38   | 12月16日      | 緊急発進! エベレストに向え   | 吉川惣司      | 明比正行   | 白土武   | ビッグモール                                                       |
| 39   | 12月23日      | 嵐を呼ぶ神の手               | 上原正三      | 山吉康夫   | 谷口守泰 | タコマンダー                                                       |
| 40   | 12月30日      | バラの宇宙船                 | 吉川惣司      | 芹川有吾   | 青鉢芳信 | ガスロイド エメラルドのバラ                                        |
| 41   | 1977年 1月6日 | ジャイアントカッター逆さ斬り | 山崎晴哉      | 生頼昭憲   | 野田卓雄 | キングコブラ                                                       |
| 42   | 1月13日       | ネス湖の大恐竜               | 上原正三      | 山吉康夫   | 木下勇喜 | ネッシーQ                                                          |
| 43   | 1月20日       | まぼろしの火星城             | 上原正三      | 生頼昭憲   | 白土武   | カマキリン ガニモンス ドラゴンダー                                 |
| 44   | 1月27日       | 壮烈! 地球大決戦             | 上原正三      | 生頼昭憲   | 金田伊功 | ガニモンス ドラゴンダー ダリウス 四天王                            |

## 放送局
- フジテレビ（制作局）：木曜 19:00 - 19:30
- 北海道文化放送：木曜 19:00 - 19:30[106]
- テレビ岩手：木曜 18:00 - 18:30[107]
- 秋田テレビ
- 山形テレビ：水曜 18:00 - 18:30[108]
- 仙台放送：木曜 19:00 - 19:30[109]
- 福島テレビ：日曜 7:00 - 7:30[110]
- 新潟総合テレビ：金曜 17:10 - 17:40（1976年6月時点）　→ 金曜 17:20 - 17:48（1976年12月時点）[111]
- 山梨放送：水曜 17:30 - 18:00[108]
- 長野放送：木曜 19:00 - 19:30[112]
- テレビ静岡：木曜 19:00 - 19:30[112]
- 富山テレビ：木曜 19:00 - 19:30[113]
- 石川テレビ：木曜 19:00 - 19:30[113]
- 福井テレビ：木曜 19:00 - 19:30[113]
- 東海テレビ
- 関西テレビ：木曜 18:00 - 18:30[114]
- テレビ新広島：木曜 18:00 - 18:30[114]
- 西日本放送：土曜 16:55 - 17:25[115][116]
- テレビ西日本
- テレビ熊本：金曜 17:00 - 17:30[117]
- テレビ宮崎：木曜 17:55 - 18:25[118]

## 関連作品
- 幼年誌への漫画連載は、徳間書店「テレビランド」では松本めぐむ（後の尾瀬あきら）、講談社「テレビマガジン」では森藤よしひろ、秋田書店「冒険王」では古城武司が担当した。また別に朝日ソノラマの細井雄二の作品（全2巻）がある。
  - 松本は自身が好む「人間的な弱さのあるヒーローらしくないヒーロー」というコンセプトで描いており、自身のヒーロー像を描き切ったと感じ本作品をもってコミカライズの仕事を絶った[119]。
- 2005年11月12日から2006年9月24日にかけて、リメイク新作『ガイキング LEGEND OF DAIKU-MARYU』（パイロットフィルムでの題名は『大空魔竜ガイキングNEO』）がテレビ朝日（関東ローカル）で放送された。
- 2009年より開始された企画『東映ロボットガールズ』には、ガイキングが擬人化された少女（通称「ガイちゃん」）として登場している。
- 2010年、数十億円規模の制作費をかけ海外展開も視野に入れたCGアニメ映画の制作が翌2011年に予定されていると報道された[120]。

## ゲーム
ミドリは『新スーパーロボット大戦』では小山茉美が起用されなかったが（配役は不明）、『第2次スーパーロボット大戦α』からはアニメと同じく小山が担当するようになった。
- スーパーロボット大戦シリーズ（バンプレスト / バンダイナムコエンターテインメント）
  - 新スーパーロボット大戦（1996年、PS）
  - 第2次スーパーロボット大戦α（2003年、PS2）
  - 第3次スーパーロボット大戦α 終焉の銀河へ（2005年、PS2）
  - スーパーロボット大戦モバイル（2012年）

## 備考
- 初回放映時、第14話[121]と第27話[要出典]でのオープニングで、音声のみが早送りになるトラブルがあった。なお、映像は通常のスピードだった。

## 映像ソフト化
- 1987年2月10日にビデオ（VHS、セル・レンタル共通）が東映ビデオよりリリースされた。第1話・第2話・第8話を収録。
- 1995年8月21日から1996年6月21日にかけてLDが東映ビデオより発売された。全6巻の各2枚組で各巻8話（Vol.6のみ1枚・4話）収録。
- 2006年6月21日にDVD-BOXが東映ビデオより発売された。
- 2009年11月21日から2010年2月21日にかけて単巻のDVDが東映ビデオより発売された。全4巻の各2枚組（Vol.4のみ1枚）で各巻12話（Vol.3は13話、Vol.4は7話）収録。